# Massacre de Greensboro
O massacre de Greensboro ocorreu em 3 de novembro de 1979 em Greensboro, Carolina do Norte, nos Estados Unidos. Cinco manifestantes do Partido Comunista dos Trabalhadores (Communist Workers' Party – CWP) foram assassinados por membros do Ku Klux Klan (KKK) e do Partido Nazi Americano (American Nazi Party – ANP). O protesto foi um dos eventos que culminou da tentativa do CWP de organizar os trabalhadores industriais afro-americanos da região.
Os manifestantes assassinados foram: Sandi Smith, enfermeira e ativista dos direitos civis; Dr. James Waller, presidente de um sindicato local de trabalhadores têxteis que deixou de praticar a medicina para organizar os operários; Bill Sampson, um graduado da Faculdade de Teologia de Harvard; César Cauce, um imigrante cubano que se graduou magna cum lade na Universidade Duke; e o Dr. Michael Nathan, pediatra-chefe do Centro de Saúde Comunitária de Lincoln em Durham, uma clínica que ajudava crianças de famílias de baixa renda.

## O comício

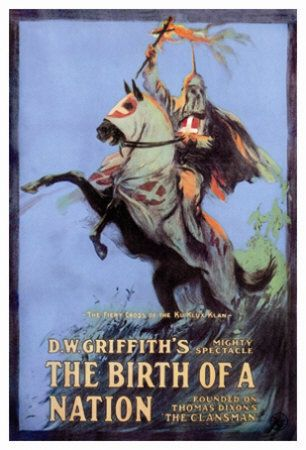
Pôster do filme O Nascimento de uma Nação, de 1915.

A hostilidade entre o CWP e o KKK e o ANP se expandiu em julho de 1979, quando manifestantes invadiram uma exibição de O Nascimento de uma Nação, filme épico de 1915 que dramatiza o surgimento do primeiro Ku Klux Klan após a Guerra de Secessão. Provocações inflamadas foram trocadas entre os dois grupos durante os meses seguintes. Em 3 de novembro de 1979, o CWP planejou um comício e uma marcha dos trabalhadores da indústria e militantes comunistas em Greensboro contra o Ku Klux Klan. A Marcha de Morte ao Klan (Death to the Klan March) começaria num conjunto habitacional predominantemente de negros chamado Morningside Homes. Militantes comunistas desafiaram publicamente os membros do Klan a se apresentarem e "enfrentarem a ira do povo". Durante o comício, uma caravana de carros com membros do KKK e do ANP passou pelo local, onde comunistas e outros ativistas anti-KKK se reuniam. Vários manifestantes começaram a atacar os carros dos membros do KKK e do ANP com pedaços de madeira e pedras. Segundo o supremacista Frazier Glenn Miller, o primeiro tiro foi disparado de uma espingarda de um manifestante anti-KKK. No entanto, diversas testemunhas oculares afirmam que um membro do KKK, Mark Sherer, teria dado o primeiro tiro,para o ar. Os membros do KKK e do ANP atiraram de espingarda, rifles e pistolas. Cauce, Waller e Sampson morreram no local. Smith foi atingida na testa ao sair do local onde estava escondida para ver se os membros do KKK e do ANP já haviam se retirado. Outros onze foram feridos. Um deles, o Dr. Michael Nathan, morreria no hospital. A maior parte do confronto foi filmada por quatro equipes de emissoras de televisão locais.

### Papel da polícia
Um dos aspectos mais questionáveis do tiroteio é o papel da polícia local. A polícia nos Estados Unidos geralmente acompanha comícios do tipo. Entretanto, não havia nenhum policial presente no local, o que permitiu aos assassinos fugirem. Um detetive e um fotógrafo da polícia seguiram a caravana do KKK e do ANP até Morningside Homes, mas não intervieram no tiroteio. Edward Dawson, um membro do KKK que virou informante da polícia, estava no carro principal da caravana. Dois dias antes da marcha, um membro do KKK foi à estação da polícia e obteve um mapa da marcha e do comício. Bernard Butkovich, um agente da Agência de Álcool, Tabaco, Armas de Fogo e Explosivos (Bureau of Alcohol, Tobacco, Firearms and Explosives – ATF) mais tarde testemunhou à justiça que ele estava ciente que membros da unidade do KKK e do ANP no qual ele estava infiltrado iriam entrar em confronto com os manifestantes. Num depoimento, os membros do ANP disseram que Butkovich os encorajou a levar armas de fogo para a demonstração.

## Consequências

### Procedimentos legais
Quarenta membros do KKK e do ANP e vários membros do CWP estiveram envolvidos no incidente; dezesseis membros do KKK e do ANP foram presos e os seis melhores casos da promotoria foram levados a julgamento primeiro. Cinco membros do KKK foram acusados de assassinato: David Wayne Matthews, Jerry Paul Smith, Jack Wilson Fowler, Harold Dean Flowers, e Billy Joe Franklin. Durante o segundo julgamento, outros seis homens – Virgil Lee Griffin, Eddie Dawson, Roland Wayne Wood, Roy Clinton Toney, Coleman Blair Pridmore, e Rayford Milano Caudle – foram acusados por outros crimes associados com o incidente. Os dois julgamentos criminais resultaram na absolvição dos acusados pelos dois júris, formados apenas por pessoas brancas. No entanto, numa ação civil aberta em 1985, os sobreviventes do massacre ganharam o direito de receber uma indenização de 350 mil dólares da cidade, do Ku Klux Klan e do Partido Nazista Americano por terem violado os direitos civis dos manifestantes. No entanto, apenas um dos querelantes, Marty Nathan, recebeu seu pagamento.

### Comissão da Verdade e da Reconciliação de Greensboro
Em 2005, os residentes de Greensboro, inspirados pelas ações na África do Sul pós-apartheid, iniciaram uma Comissão da Verdade e da Reconciliação para examinar as causas e consequências do massacre. Os esforços pela criação da Comissão receberam a oposição do Conselho Municipal, então liderado pelo prefeito Keith Holliday. O Conselho Municipal decidiu, por 6 votos a 3, não apoiar o trabalho da Comissão, com os três votos a favor sendo dos conselheiros afro-americanos. O prefeito à época do massacre, Jim Melvin, também rejeitou a ideia da Comissão.
A Comissão determinou que os membros do KKK foram ao comício na intenção de provocar um confronto violento e que eles atiraram nos manifestantes. Também ficou provado que os ativistas atiraram de volta após serem atacados. Além disso, a Comissão estabeleceu que a retórica violenta do CWP e do KKK contribuiu nos mais variados graus para a violência e que os manifestantes não haviam conseguido totalmente o apoio dos residentes de Morningside Homes, muitos dos quais não aprovaram o protesto por causa de seu potencial para a violência.
A Comissão também descobriu que o Departamento de Polícia de Greensboro havia se infiltrado no KKK e que, através de um informante pago, sabia dos planos dos supremacistas e do grande potencial para a violência. O informante havia estado na lista de pagamento do Federal Bureau of Investigation (FBI) e mantinha contato com seu supervisor. Consequentemente, o FBI estava também estava ciente do iminente confronto armado.